# Landsting (dänischer Reichstag)

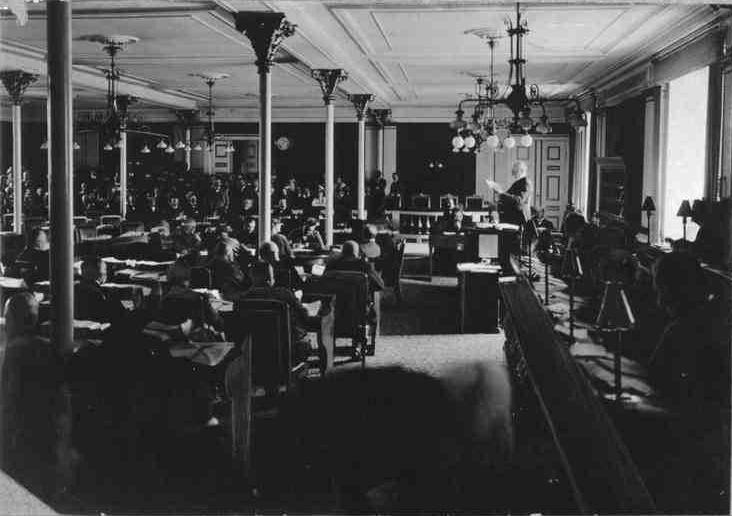
Sitzungssaal des Landstings 1884–1928, danach zog die Kammer in das neu errichtete Schloss Christiansborg. Aufnahme Julius Aagaard, vor 1926.

Das Landsting (dänisch Landstinget) war die Erste Kammer im dänischen Reichstag (dänisch Rigsdag). Dieser entstand mit der Verfassung vom 5. Juni 1849, welche die absolute Monarchie beseitigte. Die zweite, gleichberechtigte Kammer war das Folketing. Im Zuge einer Verfassungsreform 1953 wurde das Landsting abgeschafft; das Folketing übernahm als alleinige Kammer seine Kompetenzen und Aufgaben.

## Befugnisse
Sowohl Folketing wie Landsting waren berechtigt, Gesetze vorzuschlagen und anzunehmen, was zu einer ständigen Rivalität zwischen den zwei Kammern führte. Dem Folketing musste das Haushaltsbudget zuerst vorgelegt werden. In der Zeit zwischen 1877 und 1894 kam es zu einer anhaltenden Haushaltskrise, da Premierminister Estrup seinen Haushalt nur provisorisch durch das Landsting genehmigen ließ.
Das Folketing besaß das Recht, Regierungsmitglieder bei Amtsmissbrauch oder Landesverrat vor dem Reichsgericht anzuklagen. Das Reichsgericht wurde dann zu gleichen Teilen aus dem Højesteret (dem Obersten Gerichtshof) und einer entsprechenden Anzahl von Landstingsabgeordneten gebildet. In der Geschichte des Landstings kam es zu insgesamt vier Amtsenthebungsverfahren gegen sechs Personen (1856, 1877 und 1910).

## Wahlrecht
Die zunächst 51 Mitglieder des Landstings wurden indirekt durch Wahlmänner auf acht Jahre gewählt; alle 4 Jahre schied die Hälfte des Things aus. Nur rund ein Siebtel der erwachsenen Bevölkerung besaß das Wahlrecht; Frauen, Almosenempfänger, Bedienstete, Vorbestrafte und Bankrotteure waren ausgeschlossen. Wählbar für das Landsting waren nur Personen über 40 Jahre und mit hohem Einkommen. Dies führte dazu, dass die Abgeordneten im Landsting mehrheitlich den Konservativen (Højre) angehörten.
Das parlamentarische System wurde mehrmals reformiert. 1863 war die Novemberverfassung gescheitert, die zum Deutsch-Dänischen Krieg und damit zum Verlust von Schleswig, Holstein und Lauenburg führte. 
1866 wurde eine weitere Reform durchgeführt. Diese erhöhte die Zahl der Sitze im Landsting auf 66.  Von diesen wurden zwölf vom König (de facto schließlich von der Regierung) auf Lebenszeit ernannt, ein Abgeordneter wurde vom färöischen Løgting entsandt. Die übrigen 53 Abgeordneten wurden wie bisher indirekt gewählt; von diesen stammten 7 aus Kopenhagen, 1 von Bornholm, die restlichen 45 aus den übrigen Wahlkreisen und Städten.
Die Verfassungsreform von 1915 erhöhte die Anzahl der Abgeordneten im Landsting auf 72. 
Statt einer Ernennung durch den König konnte nun das scheidende Landsting 18 Mitglieder in das neue Landsting wählen. 1920–1953 zählte die Kammer 76 Abgeordnete.
1915 erhielten Frauen und Dienstboten das Wahlrecht. Dies kam erstmals im Mai 1918 zur Anwendung.